# Robert Duncan (poeta)
Robert Edward Duncan (ur. 7 stycznia 1919, zm. 3 lutego 1988 w San Francisco) – amerykański poeta.

## Życiorys
Duncan urodził się w Oakland w Kalifornii jako syn Edwarda Duncana i Marguerite Duncan. Matka umarła przy jego urodzeniu. Jako że ojciec nie mógł właściwie zaopiekować się małym dzieckiem, mając na utrzymaniu jego starszych braci i siostry, siedmiomiesięczny Robert został zaadoptowany przez Edwina i Minnehahę Symmes, zamieszkałych w Alameda w Kalifornii i należących do grupy teozoficznej.
Po ukończeniu college’u na University of California Duncan wyruszył do Nowego Jorku, by rozpocząć karierę pisarza. W sierpniu 1944 opublikował w czasopiśmie politycznym Dwighta Macdonalda artykuł The Homosexual in Society. Nawoływał w nim o otwartość w stosunku do homoseksualizmu. Natychmiastową konsekwencją publikacji tego odważnego eseju była odmowa wydania poprzednio przyjętych wierszy Duncana przez Johna Crowe Ransoma w Kenyon Review. Spowodowało to wykluczenie Duncana z głównego nurtu amerykańskiej poezji.
Wbrew tej odprawie z literackiego establishmentu, młody poeta uparł się na pisanie. Stał się liderem renesansu w San Francisco, jak również poetów związanych z Black Mountain College, gdzie nauczał w latach 50. Do śmierci w 1988, Duncan rozpoznany jako znaczący amerykański artysta.

## Twórczość
Duncan był osobą homoseksualną, co wywarło znaczący wpływ na jego poetycką twórczość. Zrozumienie homoseksualizmu Duncana zmieniało się i urosło w trakcie jego kariery. Jego najwcześniejsze wiersze, takie jak the Bearskin i Among My Friends Love Is a Great Sorrow obrazują odczucia homoseksualnych ludzi, którzy rozwijają jakby oddzielną kulturę i czują się, że są różni albo wyżsi od normalnego społeczeństwa.
Te wiersze pokazują jego tęsknotę za homoseksualnym bratestwem z wartościami podobnymi jego własnym. Po 1951, kiedy Duncan został życiowym partnerem artysty Jessa Collinsa, ognisko domowe staje się głównym tematem w jego pracy.
Przejście między tymi dwoma wizjami homoseksualnej miłości jest przedstawione w This Place Rumord to Have Been Sodom z Otwarciem Pola (1960). On najpierw opisuje Sodomę jako „miasto między ludzkim zebraniem a raz z duchem. To zostało zamierzone przez Pana i zostało znalezione”. Jednakże do końca wiersza, on deklaruje
W Panu, Którego przyjaciele nazwali w końcu Miłością
obrazy i miłość do przyjaciół nigdy nie umierają.
Ta pogłoska o miejscu, by istniała Sodoma niech będzie błogosławiona
W oczach Pana.
Chociaż Duncan był zawsze świadomy politycznych konsekwencji bycia otwarcie homoseksualistą, to i tak współżył z innym mężczyznami, jakby na przekór ewentualnym konsekwencjom. Within All Daily Love napisał, „jestem innym światowym snem albo innością przebudzoną, w której jestem człowiekiem śpiącym” (w listach 1958).
W poezji miłosnej Duncana, jest stałe wzajemne oddziaływanie „On” – Pan Miłości, idealny kochanek i „ty” – faktyczny kochanek, domowy towarzysz. Temat miłości oddziałuje na inne wątki. Można odnieść wrażenie, że jakaś próba oddzielenia homoseksualnychi wierszy od nie homoseksualnych jest farsą.
Na przykład w ostatniej książce Duncana, Ground Work II: In the Dark (1987), nie wspomina homoseksualizmu bezpośrednio, ale miłość, seksualność i „inność”, zwrócona do „Ciebie” krąży przez te wiersze, znosząc cierpliwie ich znaczenie, które Duncan ostrożnie zasugerował.
Duncan napisał nadzwyczajną serię wierszy bardzo personalnych, omal biograficznych; takie jak These Past Years: Passages 10 – celebrują jego miłość do Jessa Collinsa.  The Torso, Passages 18 zaś to bardziej uogólniony wiersz miłosny, dla wszystkich ludzi, podczas gdy My Mother Would Be a Falconress jest studium delikatnego tematu: relacji homoseksualnych ludzi z ich matkami.
W Ground Work: Before the War (1984), zawarł cykl liryk zainspirowanych poetą i jego kochankiem Thom Gunn: Poems from the Margins of Thom Gunn’s Moly. W tych wierszach Duncan przegląda jego życie jako kochanek ludzkości.
W Circulations of the Song medytuje o wierszach Rumiego, poety sufickiego, podsumowuje dzieło swojego życia przez badanie gry miłonej i roli, jak i mediacji między światem, który widzimy i światem którego nie widzimy.

## Wydania i publikacje
- Heavenly and Earthly City; Berkeley: Bern Porter, 1947
- Poems 1948-49; Berkeley: Berkeley Miscellany Editions, 1949.
- Medieval Scenes; San Francisco: Centaur Press, 1950.
- Fragments of a Disordered Devotion; San Francisco: własnym nakładem, 1952; przedruk: San Francisco, Gnomon Press; Toronto; Island Press, 1966.
- Caesar’s Gate Poems 1949-1950 z ilustracjami Jessy Collinsa; Palma de Mallorca: Divers Press, 1955; przedrukowane w Berkeley: Sand Dollar, 1972.
- Letters Poems MCMLIII-MCMLVI; Highlands, N.C.: Jargon, 1958.
- Selected Poems; San Francisco: City Lights Books, 1959.
- The Opening of the Field; New York: Grove Press, 1960; przedruk w Londynie: Jonathan Cape, 1969 i Nowym Jorku: New Directions, 1973.
- Unkingd by Affection; San Francisco: San Francisco Arts Festival Commission, 1963. Broadside.
- Writing Writing a Composition Book Stein Imitations; Albuquerque, N.M.: Sumbooks, 1964.
- Roots and Branches; New York: Scribners, 1964; przedruk w Nowym Jorku: New Directions, 1968; i Londynie: Jonathan Cape, 1970.
- Passages 22-27 of the War; Berkeley: Oyez, 1966.
- The Years as Catches First Poems (1939-1946) Berkeley: Oyez, 1966.
- A Book of Resemblances: Poems 1950-1953; New Haven: Henry Wenning, 1966.
- Names of the People; Los Angeles: Black Sparrow Press, 1968.
- Bending the Bow New York: New Directions, 1968.
- The First Decade Selected Poems 1940-1950; London: Fulcrum Press, 1969.
- Derivations Selected from 1950-1956 London: Fulcrum Press, 1969.
- Achilles’ Song ;New York: Pheonix Book Shop, 1969.
- Play Time Pseudo Stein; New York: The Poet’s Press, 1969.
- Tribunals Passages 31-35; Los Angeles: Black Sparrow Press, 1070.
- Ground Work; San Francisco, własnym nakładem, 1971.
- Poems from the Margins of Thom Gunn’s Moly; San Francisco, wł. nak., 1972.
- Being Imitation Seventeenth Century Suite in Homage to the Metaphysical Genius in English Poetry 1590/1690ons, Derivations & Variations Upon Certain Conceits and Findings Made Among Strong Lines; San Francisco, wł. nak., 1973.
- An Ode and Arcadia (z Jackiem Spicerem); Berkeley: Ark Press, 1974
- The Venice Poem; Sydney, Australia: Prism, 1975.
- Ground Work: Before the War; New York: New Directions, 1983.
- Ground Work II: In the Dark; New York: New Directions, 1987.
- Faust Foutu An Entertainment in Four parts; Stinson Beach, Calif.: Enkidu Surrogate, 1959.
- As Testimony: The Poem & The Scene; San Francisco: White Rabbit Press, 1964.
- The Cat and the Blackbird; San Francisco: White Rabbit Press, 1967.
- The Truth & Life of Myth: An Essay in Essential Autobiography New York: House of Books, Ltd., 1968.
- Poetic Disturbances; Berkeley: Maya Quarto, 1970.
- Bring it Up From the Dark; Berkeley: Cody’s Books, 1970. Broadside.
- A Selection of 65 Drawings from One Drawing-Book 1952-1956; Los Angeles: Black Sparrow Press, 1970.